# Агапенор
Агапено́р — цар Тегеї, один з наречених Єлени. Син Анкея і Йотис, онук Лікурга. Батько  Лаодіка.
Після того як учасника походу епігонів Алкмеона вбили сини Фегея Проной і Агенор, що були братами першої Алкмеонової дружини Арсіної (за іншою версією — Алфесібеї). Вона потім почала докоряти братам за його вбивство. Тоді брати передали Агапенору її як рабиню, сказавши, що це вона вбила Алкмеона. Але сини Алкмеона і його другої дружини, німфи Каллірої — Амфотер і Акарнан, виявили Арсіною в будинку Агапенора, після цього вбили синів Фегея. 
Під час Троянської війни Агапенор очолив аркадців на 7 кораблях, Агамемнон позичив йому ще шістдесят кораблів. Був серед тих греків, що прослизнули в Трою, сховавшись всередині Троянського коня.  На зворотному шляху з Трої шторм викинув флот Агапенора на берег Кіпру, де він заснував місто Пафос і спорудив храм Афродіти. До Тегеї вже не повернувся.